# Andrés Ollero
Andrés Ollero Tassara (Sevilla, 15 de mayo de 1944) es un filósofo y jurista español, catedrático de Filosofía del Derecho de la Universidad Rey Juan Carlos. Fue magistrado del Tribunal Constitucional de España (2012-2021).
Durante diecisiete años fue diputado del Partido Popular, llegando a ocupar el puesto de portavoz de Educación y Justicia.

## Biografía
Andrés Ollero nació en Sevilla el 15 de mayo de 1944. Sus estudios de licenciatura en Derecho los cursa, entre 1960 y 1965, en las Universidades de Sevilla, Barcelona y Murcia. En la capital murciana, se decanta por la Filosofía del Derecho, tras asistir -en el curso 1964-1965- a las clases de Mariano Hurtado Bautista. El propio Ollero dijo "Allí, oyéndole hablar sugestivamente del sistema jurídico y de su dimensión formal y material, surgió mi propósito de dedicarme a la filosofía jurídica".
Se desplaza a Granada, al ser nombrado director del Colegio Mayor Albayzín, y en la Universidad de Granada, inicia sus cursos de doctorado, bajo la dirección de Agustín de Asís Garrote, primero y de Nicolás María López Calera, después que fue su verdadero maestro. Ollero le dedicará su libro Dialéctica y praxis en Merleau-Ponty.
Hombre de convicciones conservadoras, perteneciente al Opus Dei, combina una amplia trayectoria académica con su militancia política, que comienza en 1980, secundando la propuesta andalucista de Manuel Clavero. En 1986 se adscribe al Partido Demócrata Popular del democristiano Oscar Alzaga y encabeza en Granada la lista de la Coalición Popular —posteriormente convertida en el Partido Popular—, como candidato de la cual alcanza el escaño de diputado, siendo reelegido al encabezarla sin interrupción hasta 2003, cuando voluntariamente cesa en esa actividad política. Entre las muchas responsabilidades que desempeña en esa faceta cabe mencionar: Vicepresidente de la Comisión de Educación y Cultura del Congreso de los Diputados (1989) y Presidente, sucesivamente, de la Comisión Nacional de Investigación Científica y Desarrollo Tecnológico, de la de Educación y de la de Justicia del Partido Popular. Fue asimismo, miembro de la Junta Electoral Central en la VIII Legislatura por elección del Congreso de los Diputados.

## Carrera académica
Iniciando, nada más obtener su licenciatura, su recorrido docente e investigativo, de la mano de su maestro Nicolás López Calera, en la Universidad de Granada y tras ser becado por el Deutscher Akademischer Austauschdienst, ampliando sus estudios en Colonia y Constanza, se doctora en 1969, con su tesis «Juan Manuel Ortí y Lara: Tradición y secularización en el siglo XIX español», recogida en dos libros. En 1973, ampliaria durante dos meses sus estudios en la Universidad de La Sapienza, becado por el Istituto Italiano di Cultura. Allí trabajo aspectos relacionados con la interpretación del derecho y el papel del juez, dirigido por Sergio Cotta, que por aquel entonces influía notablemente en la filosofía del derecho en Italia.
Catedrático de Filosofía del Derecho desde 1983, es Profesor de la Universidad de Granada de 1965 a 1999, año en el cual obtiene por concurso la cátedra de Filosofía del Derecho de la nueva Universidad Rey Juan Carlos (Madrid). A lo largo de los últimos lustros ha venido desempeñando numerosos cargos académicos y ostentando elevadas dignidades en el ámbito jurídico español e internacional. Es, Académico de número de la Real Academia de Ciencias Morales y Políticas (desde 2009), miembro titular de la Académie Européenne des Sciences, Arts et Lettres (desde 2011) y Académico de número de la Real Academia de Jurisprudencia y Legislación de Granada (desde 1996). Ha sido fundador y Presidente de la Fundación Ciudadanía y Valores, cargo que abandona por imperativo legal al integrarse en el Tribunal Constitucional. Está galardonado con la Gran Cruz de la Orden de Alfonso X el Sabio (2000), la Cruz de Honor de la Orden de San Raimundo de Peñafort (1998) y la Cruz Oficial al Mérito por la República de Austria (2011). Es investido con el doctorado honoris causa por la Universidad de Alba Iulia (Rumania) en 2010. Es autor de más de trescientas publicaciones científicas.
El 9 de septiembre de 2015 se presentó en el Congreso de los Diputados el libro editado por esta institución Una Filosofía del derecho en acción. Homenaje al Profesor Andrés Ollero, en el que con motivo de su jubilación académica colaboran más ciento cincuenta profesores (un tercio de ellos extranjeros) a lo largo de 2693 páginas.

## Magistrado del Tribunal Constitucional
En julio de 2012 el Congreso de los Diputados elige a Andrés Ollero como Magistrado del Tribunal Constitucional. Ese nombramiento suscita una viva polémica. Javier Pérez Royo, catedrático de Derecho constitucional de la Universidad de Sevilla, escribe un artículo en El País, en el que afirma que la previa actuación política del nuevo Magistrado habría de ser un motivo de incompatibilidad. Tal impugnación es apoyada por algunos sectores de la opinión de izquierda, pero también refutada desde horizontes ideológicamente dispares, los cuales aducen que, jurídicamente, las únicas incompatibilidades aplicables son aquellas que establezca la ley y no las que cada uno pueda considerar razonables según su particular criterio. Aborda tales críticas en una Tercera de ABC —“Religiones razonables”— el 16 de agosto de 2012.
Cesó el 18 de noviembre de 2021 tras cumplir los nueve años de mandato.

## Obras de Andrés Ollero[7]
- Dialéctica y praxis en Merleau-Ponty, Universidad de Granada, 1971, 164 pp.
- Universalidad y Política, Tradición y secularización en el siglo XIX, Madrid, Instituto de Estudios Políticos, 1972, 238 pp.
- Filosofía del derecho como contrasecularización. Orti y Lara y la reflexión jurídica del XIX, Granada, Universidad, 1974, 211 pp.
- Derecho y sociedad. Dos reflexiones sobre la filosofía jurídica alemana actual. Madrid, Editora Nacional, 1973, 165 pp. ISBN 84-276-1117-X.
- Rechtswissenschaft und Philosophie. Grundlagendiskussion in Deutschland. Ebelsbach, Rolf Gremer Verlag, 1978, 64 pp. ISBN 3-88212-006-1.
- Interpretación del Derecho y Positivismo legalista, Madrid: Editoriales de Derecho Reunidas (Edersa), 1982, 302 p. ISBN 84-7130-389-2.
- Qué hacemos con la Universidad, Madrid, Instituto de Estudios Económicos, 1985, 207 pp. [Incluido luego como el capítulo 2 de Qué hemos hecho con la Universidad. Cizur Menor, 2007]
- Igualdad en la aplicación de la Ley y precedente judicial, Madrid, Centro de Estudios Constitucionales, 1989, 117 pp. ISBN 84-259-0819-1
- Derechos humanos y metodología jurídica. Madrid: Centro de Estudios Constitucionales, 1989. ISBN 84-259-0826-4.
- Droit "positif" et droits de l'homme. Bordeaux, Éditions Bière, 1997. ISBN 2-85276-070-3.
- ¿Tiene razón el derecho? Entre método científico y voluntad política. Madrid, Congreso Diputados, 2006. (2ª edición). ISBN 84-7943-268-3
- Diritto "positivo" e diritti umani. Torino, Giappichelli, 1998, ISBN 88-348-7275-4.
- Discriminación por razón de sexo. Valores, principios y normas en la jurisprudencia constitucional española. Madrid, Centro de Estudios Políticos y Constitucionales, 1999, ISBN 84-259-1041-9.
- Igualdad en la aplicación de la ley y precedente judicial. Madrid, Centro Estudios Políticos y Constitucionales, 2005, 2ª edición. ISBN 84-259-1287-3.
- Bioderecho: Entre la vida y la muerte. Editores: Cizur Menor (Navarra): Thomson-Aranzadi, 2006. ISBN 84-9767-634-3.
- Derechos humanos. Entre la moral y el derecho. México, Universidad Nacional Autónoma de México, 2007, ISBN 970-32-3928-5.
- El derecho en teoría. Cizur Menor, Thomson-Aranzadi, 2007. ISBN 978-84-8355-331-2.
- Qué hemos hecho con la Universidad. Cizur Menor, Thomson-Aranzadi, 2007, ISBN 978-84-8355-332-9.
- Un Estado laico. Libertad religiosa en perspectiva constitucional. Cizur Menor, Thomson-Reuters-Aranzadi, 2009, ISBN 978-84-9903-381-5
- Laicidad y laicismo. México, Universidad Nacional Autónoma de México, 2010.  ISBN 978-607-02-1648-0.
- Derecho y Moral. Una relación desnaturalizada. Con Juan Antonio García Amado y Cristina Hermida del Llano. Madrid, Fundación Coloquio Jurídico Europeo, 2012. ISBN 978-84-615-9505-1.
- La libertad religiosa en España y en el derecho comparado. Andrés Ollero, Cristina Hermida del Llano (coordinadores). Madrid, Iustel, 2012. ISBN 978-84-9890-210-5.
- Religión, racionalidad y política. Granada, Comares, 2013. ISBN 978-84-9045-041-3.
- Laicismo: Sociedad neutralizada. Digital Reasons, 2022. ISBN 978-84-12397611.
- Votos particulares. Editorial: Tirant Lo Blanch, Valencia, 2022, pp. 304, ISBN 978-84-1130-129-9

## Obras sobre Andrés Ollero
- Hermida del Llano, Cristina y Santos Arnáiz, José Antonio (eds.), Una filosofía del derecho en acción: homenaje al profesor Andrés Ollero, Madrid, Congreso de los Diputados - Universidad Rey Juan Carlos, 2015, XXXVI, 2692 pp.